# Maximiano García Venero
Maximiano García Venero   (Santander, 22 de juliol de 1907 - Madrid, 1974) va ser biògraf, assagista, historiador i periodista.

## Biografia
Va néixer a el 22 de juliol de 1907 a Santander, i va excercir de periodista des del 1924.
Políticament, des del diari santanderí La Región, en García Venero va defensar cap al 1927 la formació d'un «Partit Provincialista», sense èxit. Posteriorment va treballar en altres diaris, com ara a Arriba, òrgan oficial del partit falangista, al costat del José Antonio Primo de Rivera, durant la Segona República. Al juny de 1936 va estar al capdavant de la publicació clandestina Solidaridad Nacional, editada a Barcelona. Després de l'esclat de la Guerra Civil, va passar a dirigir durant algun temps el diari falangista Amanecer de Saragossa, i amb el pseudònim Tresgallo de Souza va contribuir a difondre l'expressió «rojo-separatista».
Segons en Paul Preston hauria tingut intenció de muntar una campanya internacional per impedir l'execució de José Antonio Primo de Rivera, a la qual Francisco Franco suposadament s'hauria negat.
En García Venero va ser admirador de l'Azorín i va escriure biografies de Víctor Pradera, Francisco de Paula Rius i Taulet, Francisco Cambó, Santiago Alba, Melquíades Álvarez, Alfonso XII, Joaquín Fanjul, Eduardo Dato o Torcuato Luca de Tena, entre unes altres. La seva obra Falange a la guerra d'Espanya: La Unificació i Hedilla, sobre el falangista Manuel Hedilla, es va veure acompanyada d'una rèplica de l'Herbert Rutledge Southworth titulada Anti-Falange. Estudi crític de Falange a la guerra d'Espanya de M. García Venero, que pretenia refutar alguns punts de vista. Ambdós treballs van ser publicats el 1967 per l'editorial Ruedo Ibérico.

Ideològicament ha estat descrit com a feixista, falangista i franquista, si bé en els tres casos caldria afegir «crític», «dissident» o «heterodox». Potser en aquest sentit es pot entendre l'astorament davant la campanya de Catalunya:
"Podia escoltar-se amb freqüència en uns certs mitjans l'afirmació que Catalunya hauria de ser sembrada de sal. S'arriba a uns nivells tan alts de xenofòbia que ha de ser el propi general Franco qui emeti una ordre per a atallar el genocidi que s'estava cometent"
Valorat per autors coetanis com l'Azorín, el Melcior Fernández Almagro, o en Gonzalo Fernández de la Mora,  altres autors més contemporànies es mostren més crítics: José Manuel Cuenca Toribio afirma que va ser un prolífic escriptor, però «poca cosa veritablement útil s'extraurà dels seus animosos llibres»; Ignacio Olábarri Gortázar el descriu com un escriptor del règim «no professional de la Història», i segons el Diccionari Akal d'Historiadors espanyols contemporanis, de Gonzalo Pasamar i Ignacio Peiró, les seves obres estaven caracteritzades per una «gran debilitat de l'aparell crític i per la imprecisió».
García Venero morí a Madrid el 12 de febrer de 1975.

## Obres
- Víctor Pradera, guerriller de la unitat, Editora Nacional (1943).[28]
- Rius i Taulet, 20 anys de Barcelona, Editora Nacional, Madrid (1943).[9]
- Història del nacionalisme català, 1793–1936, Editora Nacional, Madrid (1944).[16]
- Història del nacionalisme basc, 1793–1936, Editora Nacional, Madrid (1945).[16]
- Història del parlamentarisme espanyol (1946).[29]
- Vida de Cambó, prologat per Gregorio Marañón (1952).[30]
- Antonio Maura (1907-1909) (1953).[16]
- Melquíades Álvarez: Història d'un liberal, Editorial Alhambra (1954).[31]
- Història de les Internacionals a Espanya (1958).[32]
- Testimoni a Algèria, Edicions del Moviment (1958).[33]
- Alfons dotze. El Rei sense ventura, Edicions SCL, Madrid (1960).[13]
- Història dels moviments sindicalistes espanyols, Edicions del Moviment, Madrid (1961).[34]
- Torcuato Luce de Tena i Álvarez-Ossorio, una vida al servei d'Espanya (1961).[16]
- Canàries. Biografia de la regió atlàntica (1962).[35]
- Santiago Alba, monàrquic de raó, Aguilar, Madrid (1963).[11]
- El general Fanjul, Madrid a l'Alçament nacional, Edicions Cid, Madrid (1967).[14]
- Falange a la guerra d'Espanya: La Unificació i Hedilla, Rodo Ibèric (1967).[36][18]
- Història del nacionalisme basc (Edició definitiva), Editora Nacional, Madrid (1968).[37]
- Eduardo Dato. Vida i sacrifici d'un governant conservador, Diputació Foral d'Àlaba, Vitòria (1969).[15]
- Història de la unificació, Distribucions Madrilenyes, Madrid (1970).[38]
- Testimoniatge de Manuel Hedilla, Edicions Acervo (1972).[39]
- Madrid, juliol de 1936, Edicions Tebes, Madrid (1973).[40]